# Eugenio Cecconi

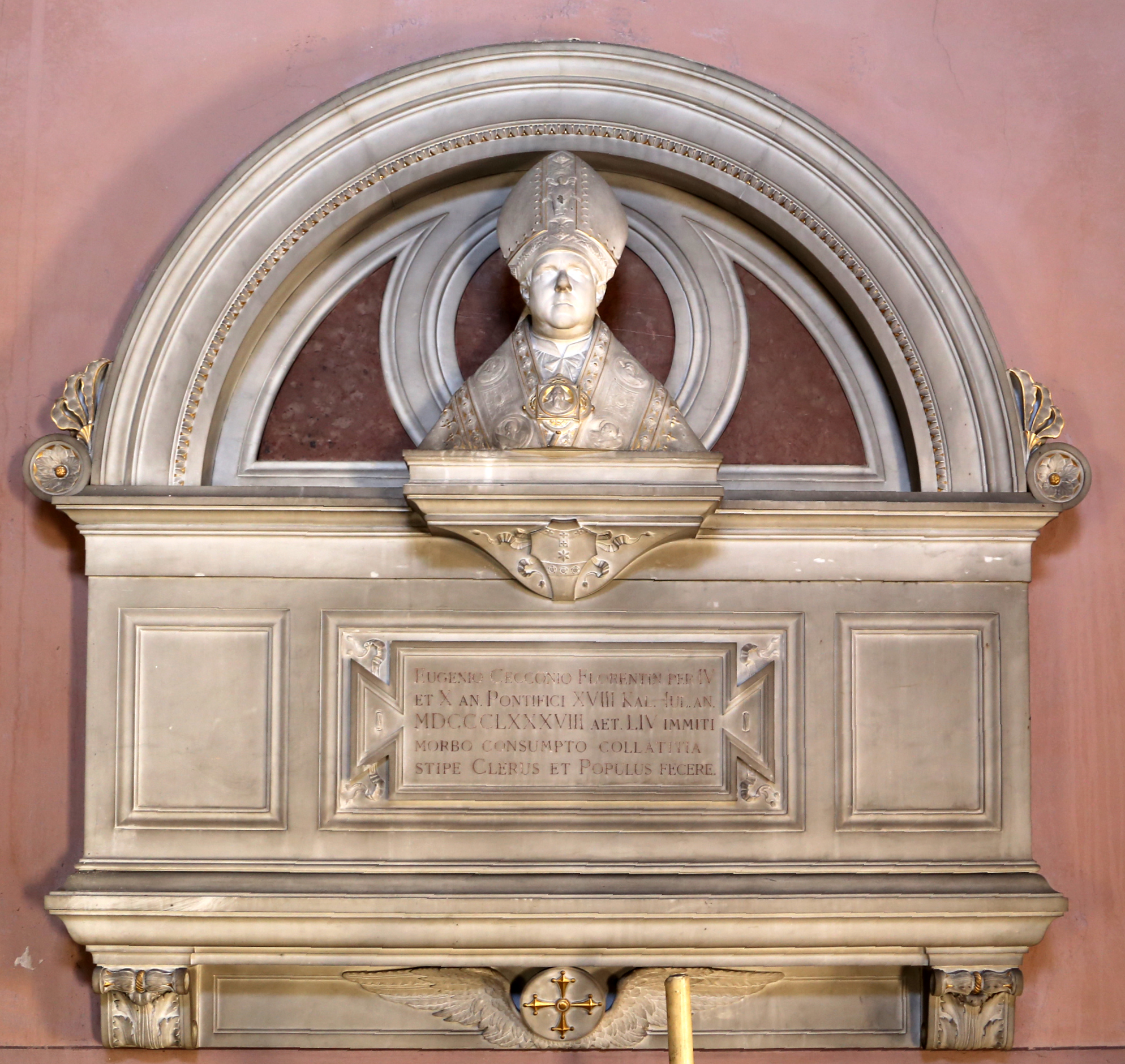
Grabmal von Eugenio Cecconi

Eugenio Cecconi (* 4. Februar 1834 in Florenz; † 15. Juni 1888 ebenda) war ein italienischer römisch-katholischer Geistlicher und Kirchenhistoriker. Von 1874 bis zu seinem Tod war er Erzbischof von Florenz.

## Leben
Cecconi studierte Mathematik in Pisa und kehrte anschließend in seine Heimatstadt Florenz zurück. Dort war er für mehrere kirchliche Organisationen tätig und entschied sich in dieser Zeit für einen geistlichen Werdegang. Am 8. September 1859 empfing er die Priesterweihe. Am Collegio Capranica in Rom schloss er sein Theologiestudium ab und wurde später Vizerektor des kanonischen Seminars der Erzdiözese Florenz. Im Januar 1864 gründete Cecconi ein geschichtliches Monatsmagazin, um dem italienischen Klerus einen historischen und theologischen Leitfaden zu geben. Dieses Magazin wurde im Juni 1868 wieder eingestellt. Im Folgejahr veröffentlichte er eine Arbeit über das im 15. Jahrhundert tagende Konzil von Florenz und verteidigte darin das 1870 verkündete Dogma der Päpstlichen Unfehlbarkeit. Auf Einladung von Papst Pius IX. wohnte Cecconi dem Ersten Vatikanischen Konzil bei und vervollständigte seine Arbeit dort.
Am 21. Dezember 1874 ernannte ihn Pius IX. schließlich zum Erzbischof von Florenz. Die Bischofsweihe spendete ihm am 3. Januar 1875 Kardinaldekan Costantino Patrizi Naro. Mitkonsekratoren waren Pietro Gianelli, Sekretär der Konzilskongregation, und Alessandro Sanminiatelli Zabarella, Titularerzbischof von Tyana. Er erweiterte das diözesane Priesterseminar und nahm in der Römischen Frage eine unnachgiebige Haltung zugunsten der Kirche ein. Diese bekräftigte er im September 1875 auf der zweiten Tagung der im Vorjahr gegründeten katholischen Organisation Opera dei Congressi. Die seinerzeit aktuellen politischen Strömungen sah er als „Antipoden der katholischen Wahrheit“. In der Zeit seines Episkopats widmete er sich weiterhin der Geschichtsforschung und veröffentlichte 1883 einen Aufsatz über Martin Luther.
Eugenio Cecconi erkrankte 1886 an Kehlkopfkrebs und starb zwei Jahre später im Alter von 54 Jahren.